# Јован Дејановић
Јован Дејановић (Велебит, код Кањиже, 15. јун 1927 — Нови Сад, 2. јун 2019) био је српски политичар, градоначелник Новог Сада (1974—1982).

## Биографија
Рођен у Велебиту 1927. године, Дејановић се после ослобођења, у мају 1945, вратио у Нови Сад и тамо завршио 1947. Индустријско-занатску школу, а положио и калфенски испит за аутомеханичара. У Задру је завршио школу резервних официра, а у Новом Саду Политичку школу и Средњу фискултурну школу, да би касније, уз рад, дипломирао на Вишој школи за организацију рада 1969. У Новом Саду је 1974. биран за одборника и постао је тада председник Скупштине општине и на ту дужност је поново изабран 1978. Кад је Нови Сад 1980. године трансформисан у седам општина и конституисана Градска заједница, изабран је за председника Градске Скупштине и на тој функцији остао до 1982, дајући знатан допринос урбаној изградњи и сређивању привредног и комуналног стања у граду и развоју просветно-културног и спортског живота. За време осмогодишњег мандата, уз његово велико ангажовање и залагање, подигнута су три капитална објекта: Српско народно позориште, СПЕНС и Мост слободе. Носилац је Златне плакете СНП и Златне медаље Јован Ђорђевић 1981 и француске Легије части 1984, за допринос унапређењу југословенско-француских односа, и добитник Октобарске награде Новог Сада 1984. Преминуо је 2. јуна 2019. у Новом Саду.